# Lovis Schönenberger
Lovis Schönenberger (Zurigo, 9 giugno 1978) è un ex hockeista su ghiaccio svizzero.
Giocava nel ruolo di attaccante.

## Carriera
Schönenberger crebbe nel settore giovanile dell'EV Zug arrivando ad esordire in prima squadra disputando tre partite nel corso della stagione 1997-1998, anno in cui la formazione di Zugo vinse il titolo nazionale.
Nelle tre stagioni successive si trasferì in Lega Nazionale B vestendo la maglia del Gonevra-Servette. Dopo un'altra stagione in B con l'EHC Basel nella quale raccolse 31 punti in 35 partite giocate Schönenberger nel febbraio del 2002 fece ritorno all'EV Zug con un contratto biennale.
Fra il 2004 e il 2007 militò invece nel Losanna, club con cui fu retrocesso in LNB al termine della stagione 2004-2005 dopo aver perso lo spareggio con il Basilea. Nell'estate del 2007 Schönenberger fece ritorno in LNA disputando tre stagioni con l'HC Ambrì-Piotta.
Si ritirò dall'attività agonistica nel 2011 dopo aver giocato per una stagione in LNB con l'HC Sierre.